# Anthyllis warnieri
Anthyllis warnieri är en ärtväxtart som beskrevs av Marie Louis Emberger. Anthyllis warnieri ingår i släktet getväpplingar, och familjen ärtväxter. Inga underarter finns listade i Catalogue of Life.